# Sweble
Парсер вікітексту Sweble є інструментом з відкритим кодом для синтаксичного аналізу вікітексту — мови розмітки, яку використовує МедіаВікі, рушій сайту Вікіпедія. Початкову розробку здійснив Ганнес Дорн в рамках докторської дисертації  у Open Source Research Group [Архівовано 20 червня 2015 у Wayback Machine.] професора Дірка Ріле в Університеті Ерлангена—Нюрнберга з 2009 по 2011. Результати були вперше оприлюднені на конференції WikiSym у 2011. Перед цим, дисертація пройшла незалежне наукове рецензування та опублікована у ACM Press.
Згідно зі статистикою Ohloh парсер написаний переважно мовою програмування Java. Його вихідний код був відкритий у травні 2011.
Парсер згенерований із  граматики синтаксичного розбору (parsing expression grammar, PEG) використовуючи генератор парсерів Rats! [Архівовано 9 липня 2011 у Wayback Machine.].
Перевірка кодування символів реалізована лексичним аналізатором flex у версії для Java - JFlex [Архівовано 17 липня 2011 у Wayback Machine.].
Попередня публікація, яка описує дизайн Sweble опублікована на домашній сторінці проекту.